# Лишин Григорій Андрійович
Лишин Григорій Андрійович (Лишень) (* 5 травня 1854, Санкт-Петербург — 27 (15) червня 1880, Санкт-Петербург) — російський та український композитор, музичний й театральний критик.
Закінчив 1875 року Петербурзьке училище правознавства, однак полишив кар'єру адвоката заради музики.
З 1877 року виступає як диригент харківського оперного театру, по тому — антрепренер оперної трупи. Ще виступав як акомпаніатор та мелодекламатор.
Написав опери «Граф Нулін», «Дон Сезар де Базан» — 1888 року поставлена в Києві.
В його творчому доробку понад 100 романсів («Колодник», «Нельзя поверить») та фортепіанних п'єс.
Переклав російською мовою 12 оперних лібрето, серед інших: «Африканка», «Кармен», «Тангейзер».
Також писав критичні статті про музику і театр й фейлетони (псевдонім Нивлянський).